# Achiel Bruneel
Achiel Bruneel (født 19. oktober 1918 i Herenthout, død 5. juni 2008 i Antwerpen) var en cykelrytter fra Belgien. Hans primære disciplin var banecykling. Bruneel var professionel fra 1939 til 1955.
I 1936 blev Bruneel belgisk amatørmester på landevej.
Han deltog i 42 seksdagesløb, hvor det fra 1947 til 1954 blev til 12 sejre. Ved den tredje udgave af Københavns seksdagesløb efter 2. verdenskrig blev det i 1953 til tredjepladsen med makker Lucien Acou.